# Augusto Ruschi
Augusto Ruschi ( * Santa Teresa, Espírito Santo, 12 de diciembre de 1915 - Vitória, 3 de junio de 1986) fue un ecólogo y naturalista brasileño. Es considerado "Patrono de la Ecología en Brasil".
Dos años antes de morir, realizó una nueva campaña contra los desmontes de una región del norte de Espírito Santo, último refugio de tres especies de colibrís; sobremanera amenazados por destrucción de hábitat. 
En enero de 1986, encontrándose enfermo por veneno de sapos dendrobatas, Ruschi se sometió a un ritual indígena de cura, un pase de payé. Tal episodio tuvo grandes repercusiones.
Dejó una vasta obra escrita con 450 trabajos y 22 libros; dos instituciones científicas: 
- "Museo de Biología Profesor Mello Leitão", en Santa Teresa
- "Estación Biológica Marinha Ruschi", en Santa Cruz, en el municipio de Aracruz, ambas en Espírito Santo;

una fundación, la "Fundação Brasileira para a Conservação da Natureza"; varias reservas, entre las cuales está el Parque nacional do Caparaó, y uno de los mayores acervos de informaciones existentes sobre la Mata Atlántica.
Científico, agrónomo, abogado, naturalista, ecólogo, conquistó reconocimiento internacional. Su nombre fue dado al más importante premio de Ecología Nacional - “Medalha Augusto Ruschi” de la Academia Brasileira de Ciências (se entrega cada cuatro años).
El billete de 500 cruzados nuevos, emitido en 1990 por el Banco Central de Brasil, homenajea a Augusto Ruschi.
- La abreviatura «Ruschi» se emplea para indicar a Augusto Ruschi como autoridad en la descripción y clasificación científica de los vegetales.[1]